# Monte Forno (Caravanche)
Il monte Forno (Dreiländereck oppure Ofen in tedesco, Peč in sloveno, Mont Fuar in friulano) è una montagna delle Alpi orientali (Caravanche Occidentali), alta 1.508 metri, posta al confine di stato tra Italia, Austria e Slovenia, dalla cui vetta si gode di un ampio panorama soprattutto nel versante austriaco e sloveno.

## Descrizione

### Triplice frontiera

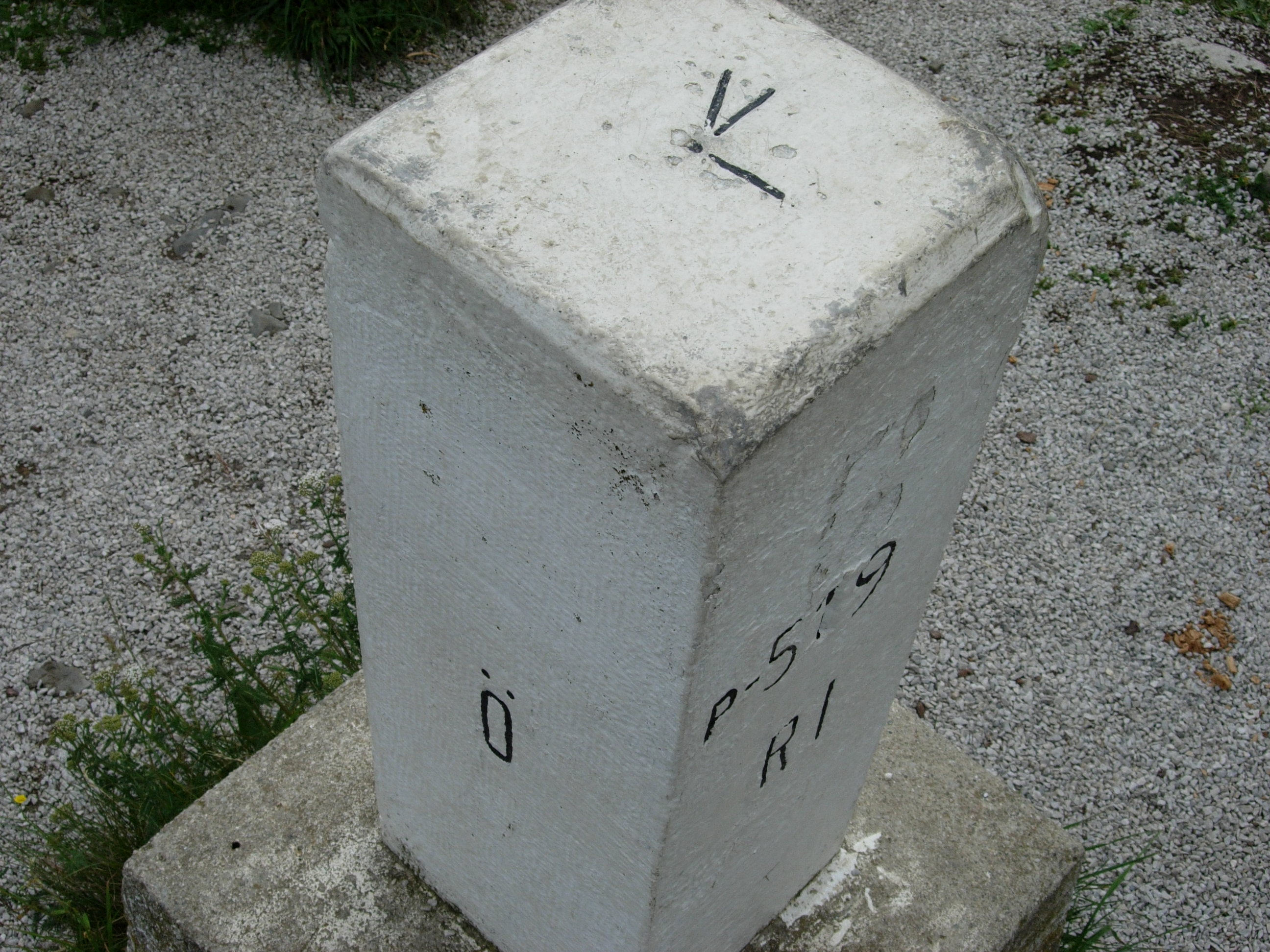
Il cippo dei tre confini sul monte Forno, l'Italia (RI) si trova sulla destra.

Dal 1924 la vetta è triplo confine di stato tra Italia, Austria e Slovenia. La parte preponderante del massiccio si trova in territorio austriaco nel comune di Arnoldstein, il settore italiano è nella municipalità di Tarvisio e quello sloveno nella località di Kranjska Gora.
È stato dal 1924 al 1938 confine tra Regno d'Italia, Regno di Jugoslavia e Austria, dal 1938 al 1941 Regno d'Italia, Regno di Jugoslavia e Germania nazista, dal 1941 al 1943 Regno d'Italia e Germania nazista, dal 1943 al 1945 era tutto compreso nella Germania nazista, dal dopoguerra al 1991 è stato confine tra Italia, Austria e Jugoslavia.
Per questa sua particolarità talvolta in tedesco viene anche detto Dreiländereck (letteralmente triplice confine).

### Accesso alla vetta
Il monte è raggiungibile dall'Italia prendendo i sentieri che si dipartono da Fusine in Valromana, frazione di Tarvisio. Dalla Slovenia partendo da Rateče, località di Kranjska Gora. Dal versante austriaco vi è la seggiovia Dreiländereck che da Arnoldstein porta subito in quota.

### Impianti sciistici
Soprattutto dal versante austriaco vi sono degli impianti sciistici per un totale di 17 km (6 piste blu, 7 rosse e 4 nere).